# Ville-en-Selve

Ville-en-Selve este o comună în departamentul Marne, Franța. În 2009 avea o populație de 279 de locuitori.